# 屯堡乡
屯堡乡，是中华人民共和国湖北省恩施土家族苗族自治州恩施市下辖的一个乡镇级行政单位。

## 行政区划
屯堡乡下辖以下地区：
屯堡社区、坎家村、双龙村、鸦丘坪村、田凤坪村、罗针田村、黄草坡村、车坝村、花枝山村、鸭松溪村、新街村、大树垭村、杨家山村和马者村。